# Allogamus tatricus
Allogamus tatricus är en nattsländeart som beskrevs av Bronisław Szczęsny 1967. Allogamus tatricus ingår i släktet Allogamus och familjen husmasknattsländor. Inga underarter finns listade i Catalogue of Life.